# Matthias Eck
Matthias Eck (* 26. November 1982) ist ein ehemaliger deutscher American-Football-Spieler.

## Laufbahn
Eck spielte American Football zunächst in Lübeck. Nach seiner Zeit bei den Lübeck Cougars wechselte er 2005 zu den Kiel Baltic Hurricanes, bei denen er zum Mannschaftskapitän aufstieg. Nachdem er mit den Kielern 2008 sowie 2009 deutscher Vizemeister geworden war, holte sich Eck mit der Mannschaft aus Schleswig-Holsteins Landeshauptstadt in der Saison 2010 unter der Leitung von Cheftrainer Patrick Esume den deutschen Meistertitel. 2011 stand der in der Verteidigung (Cornerback) und als Kicker eingesetzte Eck in seinem letzten Kieler Spieljahr abermals im Endspiel um die deutsche Meisterschaft, verlor dort aber.
2007 nahm der 1,82 Meter große Eck mit der deutschen Nationalmannschaft an der Weltmeisterschaft teil und wurde Dritter, 2010 wurde er mit der deutschen Auswahl Europameister. Die WM 2011 schloss er mit Deutschland auf dem fünften Rang ab.
Eck wurde beruflich als Lehrer tätig.